# Cabrito asado

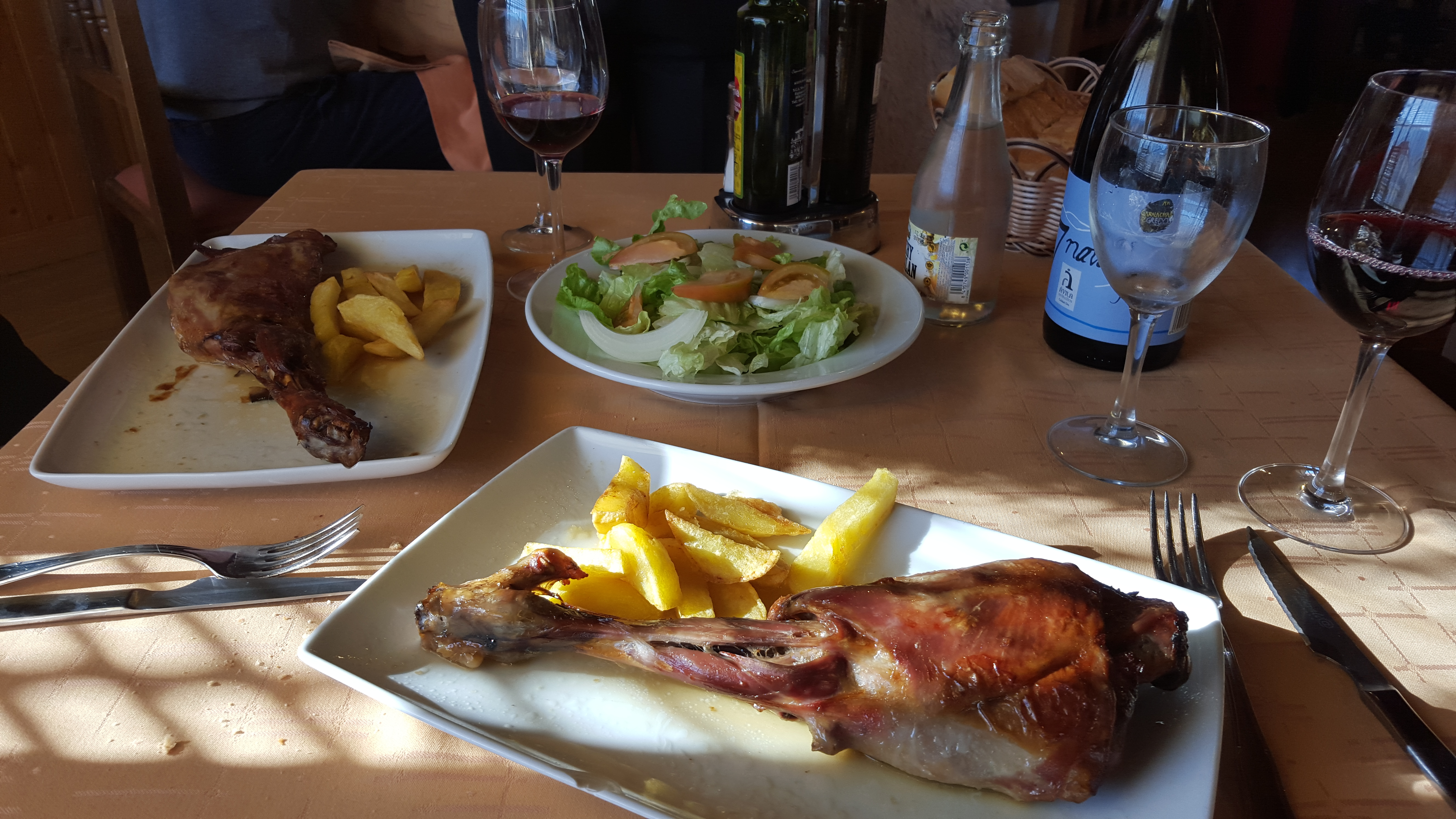
Cabrito asado en Robledillo, provincia de Ávila, España

El cabrito asado es una preparación culinaria que emplea la cría lactante de la cabra (Capra aegagrus hircus). Es una preparación habitual en las zonas donde existe ganado cabrío. El asado de estas piezas suele realizarse en fuegos suaves. Suele prepararse en diversos sitios de la geografía de España.
En la cocina española existen en la historia culinaria española recetas documentadas sobre las técnicas del cabrito asado procedentes del siglo XVI, documentadas ya por el cocinero Domingo Hernández de Maceras. De la misma forma Diego Granado incluye recetas en su El arte de cozina de 1599. Tradicionalmente, en diversas regiones de España se suele preparar en horno de leña y se suele servir en platos de barro. Existen variantes en la provincia de Guadalajara como el cabrito asado a la barreña (elaborado en una barreña de barro), o el Cabrito asado estilo Motor. En Andalucía se suele preparar la paletilla de cabrito asado en aceite de oliva. Es una preparación habitual en la provincia de Zaragoza donde se prepara el cabrito asado al estilo de Aragón (regado con gotas de tocino derretido).